# Idioma shona
El shona (ChiShona en shona) es una lengua bantú, nativa de Zimbabue. Es oficial en ese país junto con el inglés y el idioma ndebele. También se habla en Mozambique, Zambia y Botsuana. En total suman 7 millones de hablantes.
El shona es una lengua escrita estándar con una ortografía y gramática que fue codificada durante el siglo XX y fijada a principios de la década de 1950. La primera novela en shona fue Feso, de Solomon Mutswairo, y se publicó en 1957. Se enseña en las escuelas, pero en general no es el medio de instrucción en otras materias. Tiene una literatura y se describe a través de diccionarios monolingües y bilingües (principalmente shona↔inglés). El shona moderno se basa en el dialecto hablado por los karanga (el ikalanga) de la provincia de Masvingo, la región en torno a Gran Zimbabue, y los zezuru, del centro y norte de Zimbabue. Sin embargo, todos los dialectos shona son considerados oficialmente de la misma importancia y se enseñan en las escuelas locales.
La lengua shona es miembro de la gran familia de las lenguas bantúes. En la zona de clasificación de las lenguas bantúes de Guthrie, la zona S10 designa un dialecto continuo de variedades estrechamente relacionadas, incluidos el propio shona, el manyika, el nambya, y el ndau, hablados en el centro de Mozambique y Zimbabue; tawara y tewe, que se encuentran en Mozambique, y el ikalanga en Botsuana. 
Los hablantes de shona se han movido hoy en día a Zimbabue durante la gran expansión bantú.
El shona tiene cinco vocales: a, e, i, o, u; y posee un rico inventario consonántico, cuya particularidad probablemente son los característicos "sonidos silbados" transcritos como "zv" (posiblemente uno de los más frecuentes; zvakanaka por ejemplo, muy bien), "dzv", "sv" y "tsv". Se trata de un idioma tonal, aunque el tono no está representado en la ortografía.

## Dialectos
Hay muchas variedades no reconocidas oficialmente, además de posibles lenguas criollas. Ethnologue describe los siguientes dialectos, que a su vez se dividen en subdialectos:
- Hwesa.
- Karanga o chikaranga, hablado en torno a Masvingo, al sur de Zimbabue.
- Korekore, hablado en torno a Mvurwi, al norte de Zimbabue.
- Zezuru, hablado en la región de Mashonaland y wialio (Zimbabue) y alrededor de Harare (también en Zimbabue).